# Konsulat Generalny Rzeczypospolitej Polskiej w Karaczi
Konsulat Generalny Rzeczypospolitej Polskiej w Karaczi (ang. Consulate General of the Republic of Poland in Karachi) – polska misja konsularna w Pakistanie istniejąca w latach 1968–2008. W latach 1968–2000 w randze Konsulatu, a od 2000 do likwidacji w 2008 w randze Konsulatu Generalnego.

## Kierownicy placówki
- 1978–1984 – Kazimierz Maurer, konsul
- 1991–1996 – Antoni Pielaszkiewicz, konsul
- 1997–2000 – Waldemar Targoński, konsul
- 2000–2004 – Janusz Byliński, konsul generalny
- 2004–2008 – Ireneusz Makles, konsul generalny